# Telecolor (Cremona)
Telecolor (da non confondere con Telecolor Sicilia) è un'emittente televisiva regionale italiana attiva dal 1984 con sede a Cremona.

## Storia

### Gli anni '80
TeleColor viene fondata nel 1984 da Pierluigi Baronio, giornalista ed esperto di comunicazione e marketing.
Nei primi anni l'emittente alterna nel suo palinsesto trasmissioni in cui ritrasmette i video musicali di Videomusic e gli avvenimenti sportivi di Telemontecarlo insieme a proprie produzioni di carattere informativo e giornalistico, con una particolare attenzione a tutte quelle tematiche che caratterizzano ancor oggi l'asse portante dell'emittente: l'ambiente, la salute e la dimensione sociale.

### Gli anni '90
Tra il 1991 e il 1994, cessata la programmazione di Videomusic, l'emittente ritrasmette per 6 ore giornaliere i programmi musicali dalla rete televisiva americana MTV, allora diffusa solo via satellite.
Nel corso degli anni TeleColor diffonde trasmissioni di carattere sportivo, culturale e di intrattenimento, ma anche film d'autore, in particolar modo in bianco e nero, e telefilm destinati a tutta la famiglia. Oltre al quotidiano di informazione Tg Color, il palinsesto si completa con la trasmissione di televendite per il finanziamento dell'emittente. Su TeleColor sono andate in onda le prime televendite di Roberto Da Crema, noto come il "baffo" televisivo.
Fra i programmi storici si citano Number One, Musica va, Il segnalibro e La perla di Sandro a cura di Sandro Talamazzini.

### Gli anni 2000
Nel 2001 l'emittente rileva la bresciana Primarete Lombardia, che diviene la seconda rete del gruppo, ampliando il proprio bacino d'utenza. Nel 2004 viene aperta una nuova sede sempre a Cremona ed una redazione a Brescia. Nel 2009 la società Telecolor srl della famiglia Pizzamiglio-Baronio cede il 39% delle sue quote a Giovanni Arvedi, editore di Studio 1, ma rimane comunque socia di maggioranza. 
Con l'avvento del digitale terrestre TeleColor è ricevibile in tutta la Lombardia sul canale LCN 18, mentre Primarete si aggancia sulla LCN 89. Inoltre, vengono inaugurati due nuovi canali tematici: Smile TV e Salute & Natura. Il primo presentava una programmazione basata su film e telefilm comici per la famiglia, il secondo ritrasmetteva per tutto il corso della giornata le produzioni di medicina, salute e natura già andate in onda su TeleColor. Questi canali vengono successivamente soppressi.
Tra i programmi del decennio si ricordano Box salute, mensile sulla salute e sull'alimentazione con il dottor Piero Mozzi (collaborazione terminata nel 2016), L'angolo della ricerca, rubrica di ricerca e sperimentazione con Antonio Mori, Formula mista, talk calcistico, Musica italiana show, varietà musicale di ballo liscio, Box, approfondimento e dibattito sull'attualità condotto da Vladimiro Poggi, e la Rassegna stampa a cura di Gianni Leani.

### Gli anni 2010
Nel 2013 l'emittente rileva dal gruppo Profit la televisione milanese Telereporter, alla quale successivamente si aggiungerà la bresciana Brescia.TV, acquisita nell'ottobre 2015 dal gruppo veronese Athesis, poi ceduta nel giugno 2017 alla romana È Live.
L'espansione del gruppo continua nel 2016 con il lancio di un nuovo canale sulla LCN 82, Rete 82, trasmesso a livello locale sul proprio Mux e a livello nazionale sul mux di Retecapri, sempre sulla LCN 82, ma con denominazione "Rete 82 Plus". Nell'agosto dello stesso anno viene inoltre perfezionata l'acquisizione di un'ulteriore rete locale, che si aggiungerà alle altre del gruppo: l'emiliana È TV - RETE7, rilevata dal gruppo Spallanzani. Il 31 dicembre 2018 cessano le trasmissioni di TRS Rete 82 per lasciar posto ad un nuovo canale, Svizzera Italiana 82, gestita da RSI e dalla lombarda Publirose, che in precedenza gestiva già la programmazione di TRS Rete 82. Dal 31 marzo 2019 il canale sulla numerazione 82 viene sostituito da Salute & Natura, emittente edita dalla stessa TeleColor già presente in passato dal 2010 al 2012 nel multiplex di proprietà. Il canale trasmette principalmente programmi di salute storici del gruppo alternati a televendite. Viene chiuso il 2 novembre 2019.
Tra le trasmissioni andate in onda in questi anni si segnalano Medicina amica, rubrica di medicina con la dottoressa Federica Pomini, Laboratorio salute, spazio per la medicina alternativa, Le Buone Cure, approfondimento sulla salute in collaborazione con l'azienda AUSL di Piacenza, In viaggio con te, appuntamento dedicato ai viaggi in giro per il mondo, I paesi delle meraviglie, programma sulla natura con proposte turistiche ed enogastronomiche locali, Rebelòt - dialetti e dintorni, curiosità sul dialetto e sul territorio lombardo, Speranza, un pane per ogni giorno, rubrica religiosa in collaborazione col sacerdote Fratel Francesco Zambotti, Il Fatto di Luca Curatti, spazio dedicato all'attualità e ai fatti di cronaca a cura dell'avvocato Luca Curatti, e Il Libro del Mondo, settimanale di attualità sugli eventi internazionali condotto dalla giornalista Susanna Grillo con l'ospite fisso Marco Pezzoni.

### Gli anni 2020
In seguito alla riduzione delle frequenze e al loro conseguente riassetto dovuti alla liberazione della banda 700 MHz, da marzo 2022 TeleColor cambia numeri di memorizzazione sui ricevitori TV: si sintonizza in Lombardia, a Piacenza e provincia, in buona parte del Piemonte orientale e in Liguria sulla LCN 17 e in gran parte dell'Emilia Romagna sulla LCN 82. Fino a gennaio 2025 la si riceveva anche in Valle d'Aosta sulla LCN 19.

## Programmi in onda

### Informazione e Attualità
- TC News
- Oltre la storia
- Dietro il sistema
- Niente è come sembra
- L'altra verità
- 21 in diretta
- Melting pot

### Salute
- Medicina amica
- Laboratorio salute - Medicina integrata
- Medicina e ricerca: Nuove frontiere
- Prevenzione antinfettiva e oncologica
- Box salute
- Appuntamento con la salute
- Pinelli Planet
- Salute in diretta
- Obiettivo salute
- Invecchiamento e prevenzione
- Microrganismi
- Medicina di precisione
- Umanizzazione delle cure
- Vivere in armonia
- Vivere snella
- Alimenti ferma tempo
- Ricette per vivere bene

### Cultura
- I paesi delle meraviglie
- Rebelòt - Dialetti e dintorni
- Inchiostro e parole
- Terre di Lombardia
- Essere ben essere

### Natura
- Cani, gatti & compagnia
- Zampe pulite
- Uomini & cavalli
- Benessere animale
- Pianeta Verde
- Pianeta Bimbo
- Gaia, il libro della Terra
- Natura segreta
- Il pianeta vivo
- Eco? Logico!
- Lo spirito degli alberi

## Programmi passati
- Rassegna stampa
- Box
- Il Fatto di Luca Curatti
- Il Libro del Mondo
- Il segnalibro
- La perla di Sandro
- Occhio magico
- L'angolo della ricerca
- Speranza, un pane per ogni giorno
- Le Buone Cure
- In viaggio con te
- In buona compagnia
- Tg Sport
- Formula mista
- Profumi di benessere
- Ambiente: cambiare si deve
- Agricoltura viva
- Number One
- Musica va
- Musica italiana show
- Dedicato a voi
- Italianissima
- What's up?
- Ricette per vivere belle

## Conduttori
- Antonella Baronio
- Micol Baronio
- Natalie Baronio
- Barbara Appiani
- Claudia Barigozzi
- Loretta Gregori
- Barbara Fogazzi
- Paola Talamazzi
- Luca Marca
- Amedeo Artioli
- Chiara Delogu[7]

## Ascolti

### Contatti giorno medio mensile target 4+ regione Lombardia
|      | Gennaio | Febbraio | Marzo   | Aprile  | Maggio  | Giugno  | Luglio  | Agosto  | Settembre | Ottobre | Novembre | Dicembre | Media anno |
| ---- | ------- | -------- | ------- | ------- | ------- | ------- | ------- | ------- | --------- | ------- | -------- | -------- | ---------- |
| 2014 | 156.276 | 149.519  | 136.352 | 127.230 | 125.321 | 139.498 | 152.485 | 131.920 | 150.625   | 136.129 | 167.555  | 155.603  | 144.185    |
| 2015 | 160.175 | 137.842  | 146.481 | 146.111 | 153.415 | 139.654 | 166.132 | 150.494 | 180.738   | 180.105 | 178.546  | 194.120  | 161.968    |
| 2016 | 208.595 | 213.222  | 190.641 | 180.486 | 127.383 | 146.806 | 129.581 | 121.807 | 150.629   | 155.389 | 142.261  | 143.892  | 158.544    |
| 2017 | --      | --       | 128.742 | 114.195 | 131.725 | 132.392 | 130.701 | 129.311 | 133.926   | 131.465 | 136.851  | 141.953  | 131.126    |
| 2018 | 131.538 | 118.235  | 113.217 | 111.121 | 122.165 | 123.089 | 127.142 | 130.140 | 131.546   |         |          |          |            |

### Contatti giorno medio mensile target 4+ regione Piemonte
|      | Gennaio | Febbraio | Marzo  | Aprile | Maggio | Giugno | Luglio | Agosto | Settembre | Ottobre | Novembre | Dicembre | Media anno |
| ---- | ------- | -------- | ------ | ------ | ------ | ------ | ------ | ------ | --------- | ------- | -------- | -------- | ---------- |
| 2014 | 11.046  | 6.341    | 9.154  | 8.022  | 8.601  | 11.154 | 12.597 | 10.293 | 9.561     | 6.355   | 8.148    | 11.947   | 9.488      |
| 2015 | 15.705  | 8.344    | 9.098  | 12.446 | 12.228 | 14.286 | 11.094 | 14.067 | 14.160    | 15.880  | 26.635   | 28.282   | 15.286     |
| 2016 | 12.805  | 10.399   | 11.126 | 15.267 | 6.102  | 8.101  | 8.042  | 7.400  | 5.194     | 9.490   | 7.649    | 4.473    | 8.817      |
| 2017 | --      | --       | 3.264  | 4.970  | 2.837  | 2.227  | 1.182  | 4.484  | 4.503     | 2.647   | 4.476    | 5.949    | 3.654      |
| 2018 | 4.571   | 3.917    | 4.608  | 4.446  | 5.057  | 5.800  | 6.814  | 5.859  | 7.822     |         |          |          |            |